# 信毎ニュース
信毎ニュース（しんまいニュース）は、長野県の地方紙である信濃毎日新聞がテレビ（地上波・CATV）・ラジオに配信しているニュースの総称。

## 配信先
SBC信越放送、FM長野、長野県内のコミュニティFM・CATV（35局、約40万世帯・長野県内の47%をカバー）に配信されている。

## 信毎文字ニュース
主にCATVで流されている、国内外や長野県内のニュース、スポーツニュース、写真などの静止画を交えながら、文字が画面上を流れるスクロール方式で提供するニュース。毎日3時、15時、23時に全面更新するほか、随時ニュース速報を配信している。また屋外の電光掲示板（32ヶ所）にも配信している。

## 信越放送の信毎ニュースについて

### テレビ
信毎ニュースは1958年（昭和33年）10月25日の（地上アナログ）テレビ放送開始（正式な放送開始日は同年11月15日）以来今日まで続いている長寿番組であるが、JNNニュースコープがスタートした1962年（昭和37年）10月から、SBCニュースワイドがスタートする前日の1976年（昭和51年）4月4日までは、夕方のニュース番組でもあった。放送開始当時は、白黒フィルムにアナウンサーがナレーションのコメントをつけるだけ（顔出しなし。当時のニュース番組ではアナウンサーはナレーションだけというのが通例だった）だったが、「カラーフィルムにアナウンサーがナレーションコメントをつける」→「アナウンサーがニューススタジオで顔出しで伝えた後、カラーフィルム放映」→「アナウンサーがニューススタジオで顔出しで伝えた後、ニュースVTRを放映」と年を重ねるごとに内容も変化していき、今日に至っている。
放送時間
- 月曜 - 金曜 15:30 - 15:33（「ずくだせテレビ」に内包）
- 月曜 - 金曜 22:54 - 23:00
- 土曜 - 日曜 21:54 - 22:00

### ラジオ
信毎ニュースは1952年3月25日、信越放送が信濃放送として開局した日から今も続いているが当初は信濃毎日新聞のクレジットがつけられていなかった。その後クレジットがつくようになり、1955年頃から県内ニュースのみにつけられるようになり今に至っている。ちなみに自社制作の定時ラジオニュース枠自体はSBCニュースのタイトルを名乗り、全国ニュースの項目については朝日新聞ニュースのクレジットがつけられているほか、1960年代以降は全国ネットのニュース番組ニュースハイライト→ネットワークTODAY（TBSラジオ発・JRN系列）とニュース・パレード（文化放送発・NRN系列）をネットしている。